# La Chapelle-Saint-Rémy
La Chapelle-Saint-Rémy és un municipi francès situat al departament del Sarthe i a la regió de País del Loira. L'any 2007 tenia 872 habitants.

## Demografia

### Població
El 2007 la població de fet de La Chapelle-Saint-Rémy era de 872 persones. Hi havia 340 famílies de les quals 76 eren unipersonals (40 homes vivint sols i 36 dones vivint soles), 136 parelles sense fills, 120 parelles amb fills i 8 famílies monoparentals amb fills.
La població ha evolucionat segons el següent gràfic:
Habitants censats

### Habitatges
El 2007 hi havia 396 habitatges, 349 eren l'habitatge principal de la família, 38 eren segones residències i 9 estaven desocupats. 381 eren cases i 9 eren apartaments. Dels 349 habitatges principals, 259 estaven ocupats pels seus propietaris, 86 estaven llogats i ocupats pels llogaters i 4 estaven cedits a títol gratuït; 5 tenien una cambra, 28 en tenien dues, 65 en tenien tres, 93 en tenien quatre i 158 en tenien cinc o més. 233 habitatges disposaven pel capbaix d'una plaça de pàrquing. A 145 habitatges hi havia un automòbil i a 171 n'hi havia dos o més.

### Piràmide de població
La piràmide de població per edats i sexe el 2009 era:
| Homes | Edats   | Dones |
| ----- | ------- | ----- |
| 0     | 95 o +  | 4     |
| 0     | 90 a 94 | 8     |
| 4     | 85 a 89 | 0     |
| 4     | 80 a 84 | 4     |
| 16    | 75 a 79 | 16    |
| 24    | 70 a 74 | 44    |
| 12    | 65 a 69 | 16    |
| 16    | 60 a 64 | 12    |
| 12    | 55 a 59 | 12    |
| 16    | 50 a 54 | 8     |
| 40    | 45 a 49 | 48    |
| 24    | 40 a 44 | 20    |
| 36    | 35 a 39 | 24    |
| 20    | 30 a 34 | 20    |
| 32    | 25 a 29 | 16    |
| 16    | 20 a 24 | 4     |
| 20    | 15 a 19 | 40    |
| 16    | 10 a 14 | 24    |
| 44    | 5 a 9   | 12    |
| 8     | 0 a 4   | 28    |

## Economia
El 2007 la població en edat de treballar era de 543 persones, 422 eren actives i 121 eren inactives. De les 422 persones actives 386 estaven ocupades (217 homes i 169 dones) i 36 estaven aturades (12 homes i 24 dones). De les 121 persones inactives 38 estaven jubilades, 44 estaven estudiant i 39 estaven classificades com a «altres inactius».

### Ingressos
El 2009 a La Chapelle-Saint-Rémy hi havia 364 unitats fiscals que integraven 926,5 persones, la mediana anual d'ingressos fiscals per persona era de 16.673 €.

### Activitats econòmiques
Dels 23 establiments que hi havia el 2007, 2 eren d'empreses alimentàries, 3 d'empreses de fabricació d'altres productes industrials, 5 d'empreses de construcció, 4 d'empreses de comerç i reparació d'automòbils, 1 d'una empresa de transport, 1 d'una empresa d'hostatgeria i restauració, 1 d'una empresa d'informació i comunicació, 2 d'empreses financeres, 2 d'empreses immobiliàries, 1 d'una entitat de l'administració pública i 1 d'una empresa classificada com a «altres activitats de serveis».
Dels 8 establiments de servei als particulars que hi havia el 2009, 2 eren tallers de reparació d'automòbils i de material agrícola, 3 guixaires pintors, 2 fusteries i 1 perruqueria.
Dels 2 establiments comercials que hi havia el 2009, 1 era una botiga de menys de 120 m² i 1 una fleca.
L'any 2000 a La Chapelle-Saint-Rémy hi havia 20 explotacions agrícoles que ocupaven un total de 979 hectàrees.

## Equipaments sanitaris i escolars
El 2009 hi havia una escola elemental.

## Poblacions més properes
El següent diagrama mostra les poblacions més properes.